# Золотогорлая белоглазка
Золотогорлая белоглазка (лат. Zosterops atrifrons) — вид воробьиных птиц из семейства белоглазковых (Zosteropidae). Выделяют четыре подвида. Подвид этой птицы с Сулавеси может быть признан отдельным видом Zosterops subatrifrons.

## Распространение
Эндемики Индонезии. Обитают в тропических лесах.

## Описание
Длина тела 11-12 см; вес 8.3-9.7 г, при этом один экземпляр весил 12 г. Представители номинативного подвида имеют довольно широкие белые глазные кольца, прерываемые спереди чёрным пятном, чёрные лоб и переднюю часть темени, переходящие кзади в оливково-зеленый цвет верхней стороны тела; горло и подхвостье тускло-лимонно-желтые, грудь и живот серовато-белые; радужка светло-коричневая; клюв чёрный.

## Охранный статус
МСОП присвоил виду охранный статус LC. Эти птицы довольно обычны.